# Teräsbetoni

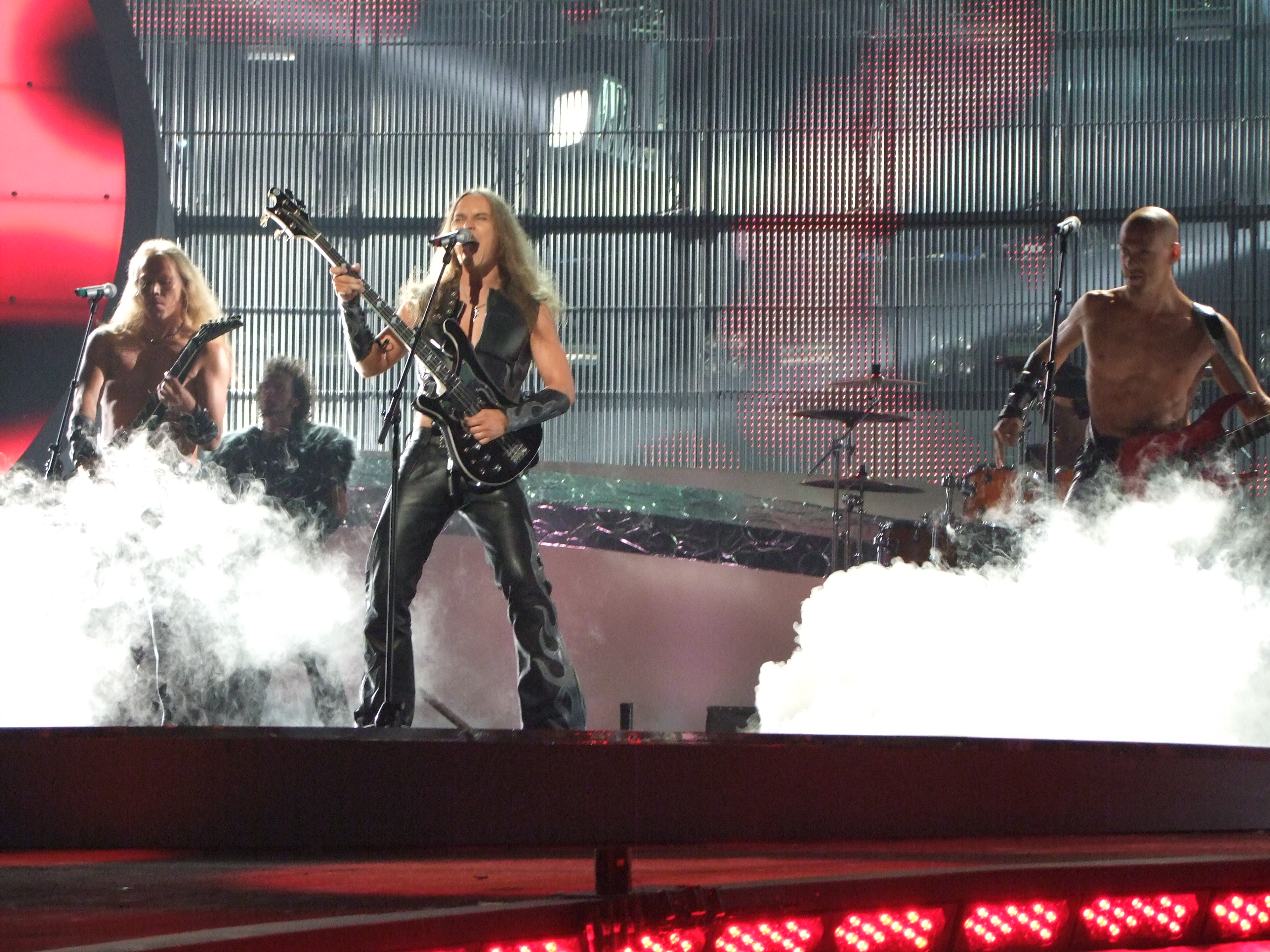
Teräsbetoni im Halbfinale des Eurovision Song Contest 2008

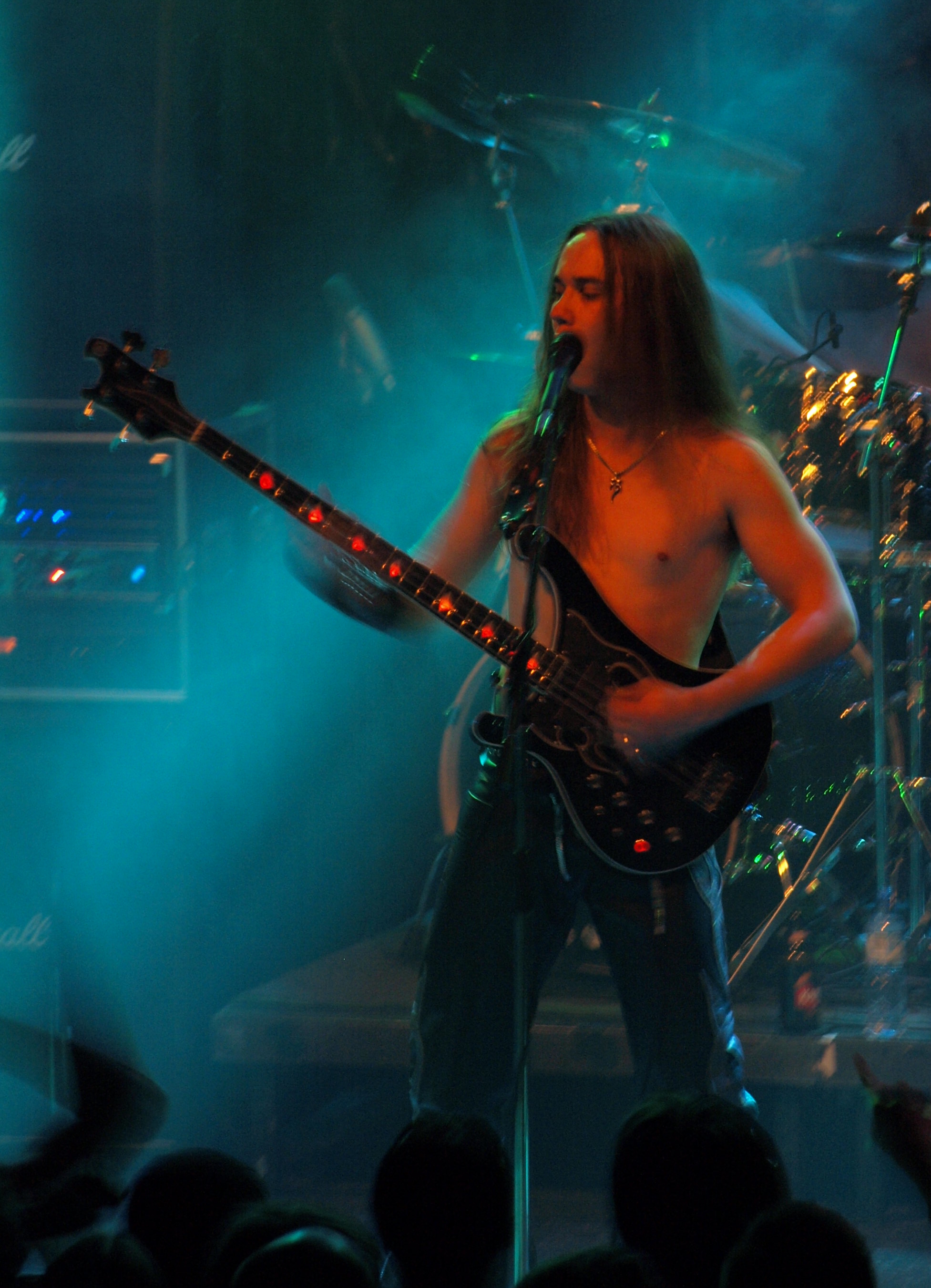
Jarkko Ahola (2008)

Teräsbetoni (finnisch für Stahlbeton) ist eine 2002 gegründete finnische Heavy-Metal-Band aus der Gegend um Tampere.

## Bandgeschichte
Jarkko Ahola, Arto Järvinen und Viljo Rantanen trafen sich 2002 zum ersten Mal. Als sie im Gespräch einen gemeinsamen Musikgeschmack feststellten, beschlossen sie, eine eigene Band zu gründen. Die Idee mit dem Bandnamen stammt von Rantanen. Mit Jari Kuokkanen fand sich kurz darauf auch ein Schlagzeuger. Anfang 2003 begannen sie gemeinsam erste Songs zu schreiben, veröffentlichten diese unter den Titeln Teräsbetoni, Teräksen varjo und Maljanne nostakaa im Internet und sandten sie an Plattenfirmen. Laut Gitarrist Arto Järvinen hatte die Band-Website sofort mehrere hundert Besucher pro Tag und schon nach zwei Tagen kam der erste Anruf einer Plattenfirma.
2004 unterschrieben sie einen Vertrag bei dem Major-Label Warner Music. Mit dem Produzenten Anssi Kippo, welcher unter anderem bereits mit Sentenced und Children of Bodom zusammengearbeitet hatte, nahmen sie im Januar 2005 ihr erstes Album auf, welches am 6. April 2005 veröffentlicht wurde. Metallitotuus stieg auf Platz zwei der finnischen Album-Charts ein und hielt sich in diesen insgesamt 37 Wochen lang. Bereits in der ersten Woche erhielt Teräsbetoni für das Debütalbum erst eine Goldene Schallplatte und kurze Zeit darauf für 48.662 verkaufte Einheiten auch Platin. Die erste Single Taivas lyö tulta hielt sich in Finnland drei Wochen auf Platz eins der Single-Charts und erhielt ebenfalls eine Goldene Schallplatte. Außerdem wurde Taivas lyö tulta zum offiziellen Lied der finnischen Eishockeynationalmannschaft.
Ein Auftritt bei der Finnish Metal Expo im Januar 2005 brachte ihnen auch international Aufmerksamkeit ein. In der Folge wurden sie für mehrere Sommerfestivals gebucht, so auch für das Wacken Open Air, wo sie am 5. August 2005 ihren ersten Auftritt in Deutschland hatten. Am 14. Juni 2006 erschien das zweite Album Vaadimme metallia, das ebenfalls auf Platz zwei in den Album-Charts einstieg und mit Gold ausgezeichnet wurde. Die Veröffentlichung eines dritten Albums mit Titel Myrskyntuoja erfolgte am 19. März 2008. Als erstes Album erreichte dieses Platz 1 der finnischen Album-Charts. Wenig später wurde es ebenfalls mit Gold ausgezeichnet. Teräsbetoni nahm am 1. März 2008 bei der finnischen Vorausscheidung zum Eurovision Song Contest teil und entschied diese für sich. Die Band erreichte daraufhin beim Finale des Eurovision Song Contest 2008 in Belgrad mit dem Stück Missä miehet ratsastaa mit 35 Punkten den 22. Platz.
Im Juni 2010 gab Teräsbetoni bekannt, bei Sakara Records, dem Label von Mokoma, unterzeichnet zu haben. Im Spätsommer des gleichen Jahres begannen wieder unter der Leitung von Produzent Hiili Hiilesmaa die Aufnahmearbeiten zum nächsten Album Maailma tarvitsee sankareita, das am 24. November 2010 erschien.

## Stil
Teräsbetoni spielt typischen True Metal im Stil von Manowar, sieht sich auch selbst stark von Manowar inspiriert. Weitere bedeutende Einflüsse sind Iron Maiden und Hard-Rock-Bands wie Whitesnake. Den Mitgliedern ist es besonders wichtig, einfache Songstrukturen und Parts zu verwenden, dies soll die Musik kraftvoller machen. Die Band sieht sich damit „zu den Wurzeln des Heavy Metal zurückkehren.“ (Arto Järvinen)
Alle Texte sind in finnischer Sprache und handeln genretypisch von Kampf und Männlichkeit. Dabei bezieht sich die Band laut eigener Aussage auf „die Kämpfe, die man jeden Tag schlagen muss. Solche Kämpfe, bei denen Du früh morgens aus dem Bett steigst und weißt, dass Du einen schweren Tag haben wirst.“ Mit ihrer Musik gehe es laut Arto Järvinen auch darum, „die Leute […] in ihren Entscheidungen und Taten [zu bestärken].“ Wie auch bei Manowar ist der Metal selbst ein typisches Thema in den Songtexten von Teräsbetoni, insbesondere ein Gemeinschaftsgefühl in der Szene wird besungen. Der Gitarrist fasst diese Attitüde in einem Interview zusammen:

„‚Metal‘ ist nicht nur ein Wort, sondern auch ein Lifestyle und eine Ideologie.“

Die teilweise extremen Texte werden von vielen Kritikern und Fans als Parodie verstanden. In einem Interview stellt der Sänger klar: “In the lyrics department and our stage show there’s a dose of fun and self-parody.” (Jarkko Ahola im März 2008, deutsch: „Bei den Texten und unserer Bühnenshow ist eine Portion Spaß und Selbstironie enthalten.“) Arto Järvinen warnt: „Nehmt es ernst – aber nicht ZU ernst!“ ()

## Diskografie

### Demos
- 2003: Teräsbetoni (dt. Stahlbeton)

### Alben
- 2005: Metallitotuus (dt. Metal-Wahrheit; Warner Music)
- 2006: Vaadimme metallia (dt. Wir wollen Metal; Warner Music)
- 2008: Myrskyntuoja (dt. Sturmbringer; Warner Music)
- 2010: Maailma tarvitsee sankareita (dt. Die Welt braucht Helden; Sakara Records)

### Singles
- 2005: Taivas lyö tulta (dt. Der Himmel steht in Flammen)
- 2005: Orjatar (dt. Sklavin)
- 2005: Vahva kuin metalli (dt. Hart wie Stahl)
- 2005: Metallisydän (dt. Metal-Herz)
- 2006: Älä mene metsään (dt. Geh nicht in den Wald)
- 2006: Viimeinen tuoppi (dt. Der letzte Humpen)
- 2008: Missä miehet ratsastaa (dt. Wo die Männer reiten)